# Roberto Chordà Villalba
Roberto Chordà Villalba (Alzira, 1 de juliol de 1996), també anomenat Roberto, és un pilotari valencià de Raspall que juga de mitger tot i que de vegades també de punter. Format a Alzira i La Llosa, va debutar el 2012 al trinquet de Bellreguard. Ha sigut campió de la Lliga professional de raspall per equips en 2015 i 2016.

## Palmarès[5]
Raspall:
- - Subcampió II Copa Diputació de València 2016
- Campió Lliga de raspall professional 2016 i 2015
  - Campió Mancomunitat de la Safor 2015
  - Campió Circuit CESPIVA Juvenil 2014
    - 3r a l'Individual sub18 2013[6]

  - Subcampió Circuit CESPIVA Juvenil 2013[6]
  - Campió Individual sub16 2012